# Rajd Ieper 1974
Rajd Ypres 1974 (10. 2x12 Uren van Ieper) – 10. edycja rajdu samochodowego Rajd Ypres rozgrywanego w Belgii. Rozgrywany był od 28 do 30 czerwca 1974 roku. Była to piętnasta runda Rajdowych Mistrzostw Europy w roku 1974 oraz ósma runda Rajdowych mistrzostw Belgii.

## Klasyfikacja rajdu
| Miejsce                      | Kierowca                     | Pilot                        | Samochód                     | Czas                         | Strata                       |                              |
| Klasyfikacja generalna i ERC | Klasyfikacja generalna i ERC | Klasyfikacja generalna i ERC | Klasyfikacja generalna i ERC | Klasyfikacja generalna i ERC | Klasyfikacja generalna i ERC | Klasyfikacja generalna i ERC |
| ---------------------------- | ---------------------------- | ---------------------------- | ---------------------------- | ---------------------------- | ---------------------------- | ---------------------------- |
| 1.                           | Gilbert Staepelaere          | Jean-Paul Cuvelier           | Ford Escort RS 1600 MKI      | 59:19.8                      | 0.0                          |                              |
| 2.                           | Noël Van Assche              | Eric Symens                  | Alpine-Renault A110 1600     | 1:00:35.4                    | +1:15.6                      |                              |
| 3.                           | Serge Laurent                | Philippe Hammelrath          | Alpine-Renault A110 1800     | 1:01:07.7                    | +1:47.9                      |                              |
| 4.                           | Jean-Pierre Nicolas          | Christian Delferier          | Alpine-Renault A110 1800     | 1:01:48.5                    | +2:28.7                      |                              |
| 5.                           | Maurice Nusbaumer            | Luc Pyncket                  | Alpine-Renault A110 1800     | 1:01:58.9                    | +2:39.1                      |                              |
| 6.                           | Jean-Paul Rieu               | Antoon Daemers               | Porsche 911 Carrera 2.7      | 1:03:25.9                    | +4:06.1                      |                              |
| 7.                           | Rudolf Moortgat              | André Schelstraete           | Ford Escort RS 1600 MKI      | 1:05:53.1                    | +6:33.3                      |                              |
| 8.                           | Walter Röhrl                 | Lars Carlsson                | Opel Ascona 1.9 SR           | 1:07:31.1                    | +8:11.3                      |                              |
| 9.                           | Paul Bauloi                  | Guy Hendrickx                | BMW 2002 Ti                  | 1:09:04.3                    | +9:44.5                      |                              |
| 10.                          | Willy Plas                   | Christian Maes               | Renault 12 Gordini           | 1:09:44.2                    | +10:24.4                     |                              |